# The Horse Jumps and the Ship Is Gone
The Horse Jumps and the Ship Is Gone ist ein Jazzalbum von Ken Vandermark & The Vandermark 5. Die am 19, und 20. Juni 2009 im Jazzclub Green Mill, Chicago, entstandenen Aufnahmen erschienen 2010 auf Atavistic Records.

## Hintergrund
Zu der 16. (und bislang letzten) Veröffentlichung von The Vandermark 5 lud der Komponist und Bandleader Ken Vandermark zu seinem Quintett zwei Gastmusiker ein, den norwegischen Pianist Håvard Wiik und den schwedische Trompeter Magnus Broo. Broo war zu dieser Zeit Mitglied im europäischen Äquivalent zur Vandermark 5, der Band Atomic und in The Angles. Wiik gehörte zum Kammermusikprojekt Freefall von Atomic und Vandermark (mit dem Bassisten Ingebrigt Håker Flaten). Zur Stammbesetzung der Band gehören neben Ken Vandermark am Tenorsaxophon und der B-Klarinette Tim Daisy am Schlagzeug, Kent Kessler am Bass, Fred Lonberg-Holm am Cello und Dave Rempis am Alt- und Baritonsaxophon.
Das Album enthält Musik aus drei früheren Vadermark-5-Alben – von Annular Gift (Not Two, 2009), Beat Reader (Atavistic, 2008) und Four Sides to the Story (Not Two, 2006) sowie den neuen Titel „Green Mill Tilter“ und eine Komposition von Håvard Wiik, „Desireless“.

## Titelliste

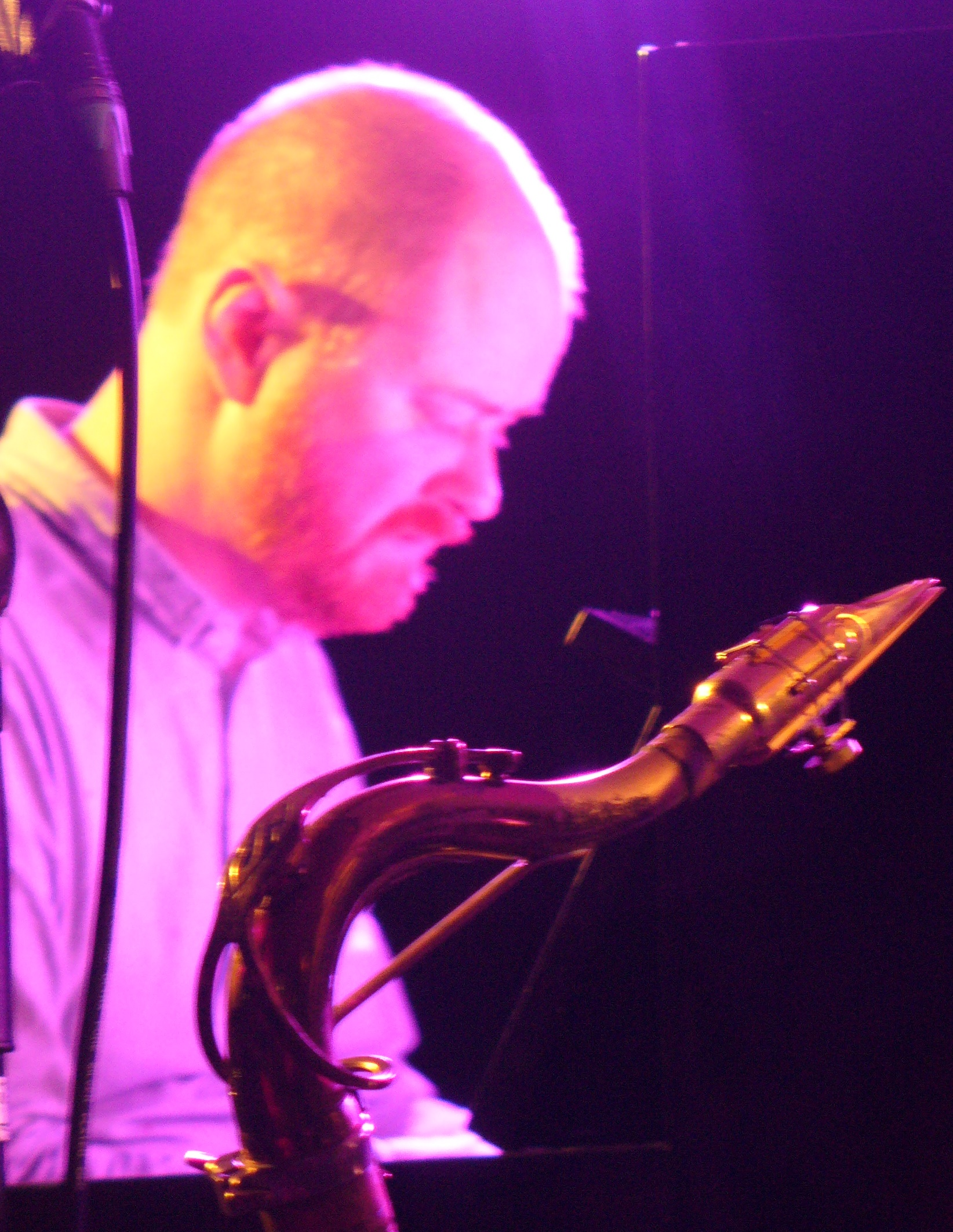
Håvard Wiik (Vossajazz 2014)

- The Vandermark 5: The Horse Jumps and the Ship Is Gone (Not Two Records MW 850-2)[2]

CD 1   The Horse Jumps
1. Friction  12:15
2. Some Not All  13:41
3. New Weather  12:31
4. Second Marker  11:36
5. Cadmium Orange  10:39

CD 2 The Ship Is Gone
1. Green Mill Tilter  10:01
2. Desireless (Håvard Wiik) 10:32
3. Early Color  13:30
4. Cement  12:14
5. Nameless  15:17

- Soweit nicht anders angegeben, stammen alle Kompositionen von Ken Vandermark.

## Rezeption
Nach Ansicht von John Sharpe, der das Album in All About Jazz rezensierte, erweitern und verdichten die beiden Gastmusiker die Musik des Ensembles; außerdem würden sie mit Bedacht eingesetzt. Wiik füge dabei einen provokanten Kommentar mit seinem unruhigen Comping sowie großartigen Darbietungen voll klirrender Dissonanzen hinzu, während Broos prägnante Trompete durchgehend weißglühend brenne. Saxophonist Dave Rempis beherrsche das Bariton ebenso gut wie das Altsaxophon und wechsele fließend vom stentorhaften Jodeln zu aufgeladenen Schreien, während der Bandleader von leidenschaftlichem Tenorsaxophon bis hin zu klanglichen Klarinetten-Multiphonics agiere. Auf dem Cello erweitere Fred Lonberg-Holm die verfügbaren Optionen dramatisch, Tim Daisy verleihe seinem bereits akuten rhythmischen Scharfsinn eine faszinierende klangliche Dimension.

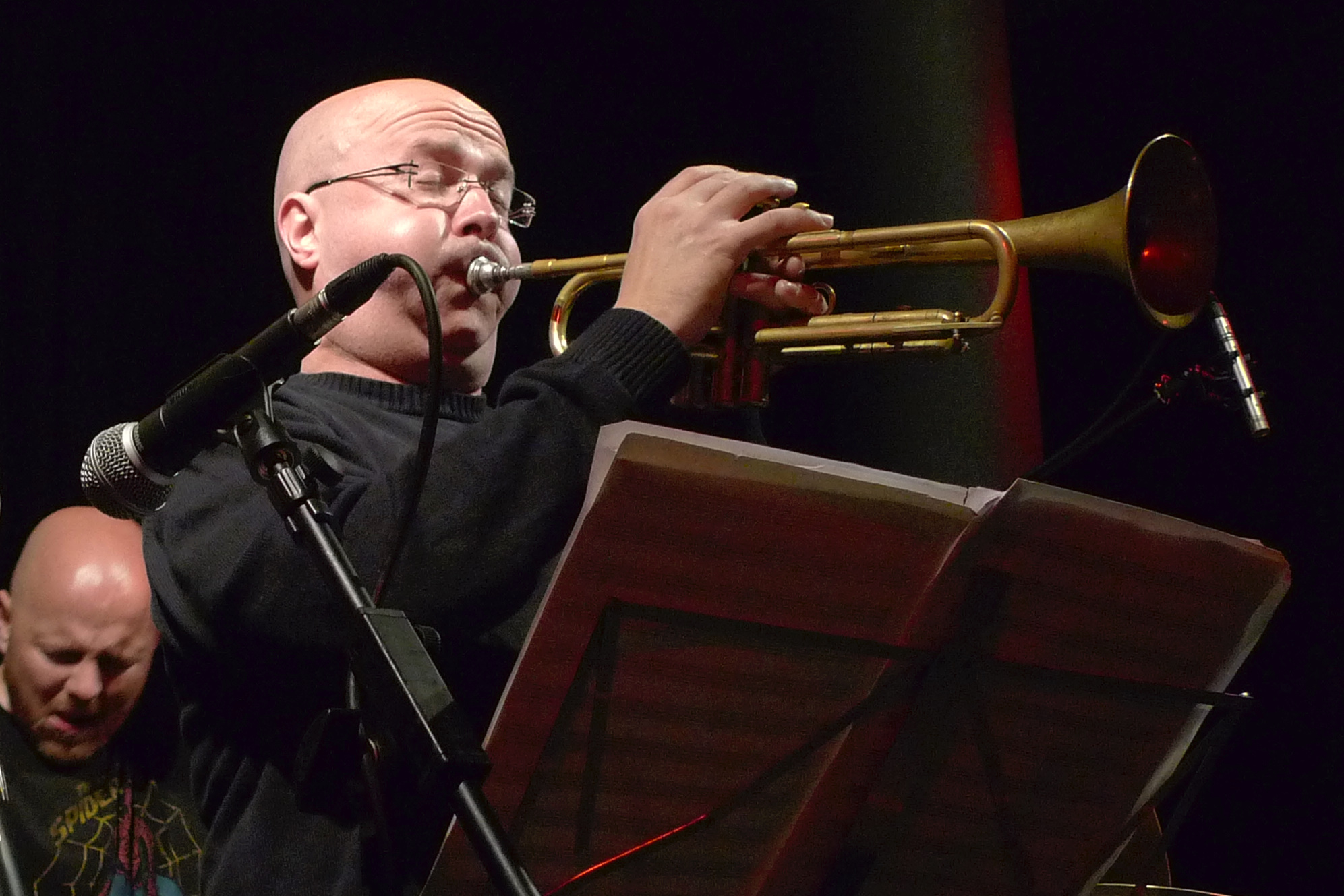
Magnus Broo mit Atomic im Vortex Jazz Club (2010)

Mark Corroto, der das Album ebenfalls in All About Jazz rezensierte, ist der Meinung, Vandermark habe mit schlichter Schönheit „Early Color“ geschrieben, mit einer Delikatesse und Anmut, die Soli von Wiik, Lonberg-Holm, Broo und dem Schlagzeuger Tim Daisy eröffnet. Mit Wiik und Broo lieferten die Vandermark 5 eine sehr solide Leistung.
Nach Ansicht der Kritikers vom Free Jazz Blog mache der Live-Aspekt das Spiel des Ensembles etwas entspannter und offener; es biete mehr Zeit für das Solospiel gegenüber dem sonst üblichen engen Spiel der Vandermark 5 bei ihren Studio-Veröffentlichungen, aber  Antrieb und Energieniveau seien auf dem gleichen hohen Niveau, so der Autor. Die Elektronik von Lonberg-Holm fände relativ spärlich Verwendung; ansonsten sei die Musik unglaublich ausgelassen, kraftvoll, energisch, wild mit der Meisterschaft von sieben Künstlern, die genau wüssten, was sie tun und wie sie es tun. Der Sound sei schwerer als auf den Studioalben, und die Übergänge zwischen den Improvisationen und der Rückkehr zum Thema sind manchmal weniger nahtlos, aber all dies trage zur allgemeinen Wärme, zum Spaß und zu den Teilnahmemöglichkeiten des Hörers in dem Sinne bei, dass alles so viel realer klinge, so voller Lebenskraft.